# La Flèche Wallonne 2023
Der Flèche Wallonne 2023 war die 87. Austragung des belgischen Eintagsrennens. Das Rennen fand am 19. April statt und war Teil der UCI WorldTour 2023.
Der Sieg ging an Tadej Pogačar (UAE Team Emirates), der sich im Schlussanstieg der Mur de Huy vor Mattias Skjelmose Jensen (Trek-Segafredo) und Mikel Landa (Bahrain Victorious) durchsetzte.

## Teilnehmende Mannschaften und Fahrer
Neben den 18 UCI WorldTeams starteten auch 7 UCI ProTeams bei dem Rennen. Für jedes Team waren sieben Fahrer startberechtigt, wobei Benoît Cosnefroy (AG2R Citroën) und Jai Hindley (Bora-hansgrohe) das Rennen nicht in Angriff nahmen. Von den 173 Fahrern erreichten 147 das Ziel.
Mit Marc Hirschi (UAE Team Emirates) nahm nur ein ehemaliger Sieger an der 87. Austragung teil.
Als Favoriten der Startliste galten: Tadej Pogačar (UAE Team Emirates), Thomas Pidcock, Michał Kwiatkowski (beide Ineos Grenadiers), Benoît Cosnefroy (AG2R Citroën Team), Michael Woods (Israel-Premier Tech), David Gaudu, Valentin Madouas (beide Groupama-FDJ), Tiesj Benoot, Attila Valter (beide Jumbo-Visma), Giulio Ciccone, Bauke Mollema, Mattias Skjelmose Jensen (alle Trek-Segafredo), Wout Poels, Pello Bilbao, Mikel Landa, Matej Mohorič (alle Bahrain Victorious), Sergio Higuita, Jai Hindley (beide Bora-hansgrohe), Enric Mas, Ruben Guerreiro (Movistar), Ben Healy, Neilson Powless, Esteban Chaves (alle EF Education-EasyPost), Romain Bardet (DSM), Andrea Bagioli, Mauro Schmid (beide Soudal Quick-Step), Quinten Hermans, Søren Kragh Andersen (beide Alpecin-Deceuninck) und Alexei Luzenko (Astana Qazaqstan).
| UCI WorldTeams | UCI WorldTeams        | UCI WorldTeams | UCI WorldTeams           | UCI WorldTeams | UCI WorldTeams    | UCI ProTeams | UCI ProTeams           |
| -------------- | --------------------- | -------------- | ------------------------ | -------------- | ----------------- | ------------ | ---------------------- |
| ACT            | AG2R Citroën Team     | GFC            | Groupama-FDJ             | DSM            | Team DSM          | BWB          | Bingoal WB             |
| ADC            | Alpecin-Deceuninck    | IGD            | Ineos Grenadiers         | JAY            | Team Jayco AlUla  | BBH          | Burgos-BH              |
| AST            | Astana Qazaqstan Team | ICW            | Intermarché-Circus-Wanty | TFS            | Trek-Segafredo    | EKP          | Equipo Kern Pharma     |
| TBV            | Bahrain Victorious    | TJV            | Jumbo-Visma              | UAD            | UAE Team Emirates | IPT          | Israel-Premier Tech    |
| BOH            | Bora-Hansgrohe        | MOV            | Movistar Team            |                |                   | LTD          | Lotto Dstny            |
| COF            | Cofidis               | SOQ            | Soudal Quick-Step        |                |                   | TEN          | TotalEnergies          |
| EFE            | EF Education-EasyPost | ARK            | Team Arkéa-Samsic        |                |                   | UXT          | Uno-X Pro Cycling Team |

## Streckenführung
Die Strecke führte über 194,2 km von Herve über die Ardennen nach Huy und endete am Ende des Anstiegs der Mur de Huy. Vom ersten Kilometer an ging es über hügliges Terrain. Die ersten beiden kategorisierten Anstiege wurden auf der Fahrt Richtung Süden nach rund 30 und 40 Kilometern überquert. Im Anschluss führte die Strecke über Esneux und Hamoir nach Modave, wo der abschließende Rundkurs nach rund 90 Kilometern erreicht wurde. Nun folgten die ersten Auffahrten der Côte d’Ereffe und Côte de Cherave, ehe die Zielpassage am Ende der Mur de Huy nach 119,7 Kilometern erreicht wurde.
Der finale Rundkurs war mit 37,2 Kilometern länger als in den vorangegangenen Austragungen. Nachdem die Zielpassage das erste Mal überquert worden war, führte die N66 durch Strée, ehe die Fahrer auf die N636 abzweigten. Auf dieser ging es nun bergab nach Pont-de-Bonne. Nach einem kurzen Flachstück wurde die Côte d’Ereffe in Angriff genommen, die eine durchschnittliche Steigung von 5 % aufwies. Nach Marchin folgte eine weitere Abfahrt, ehe es entlang der N641 zum Einstieg in die Côte de Cherave ging. Diese war mit einer durchschnittlichen Steigung von 8,1 % deutlich steiler und wurde 5,6 Kilometer vor dem Ziel überquert. Im Anschluss folgte eine schnelle Abfahrt, die die Fahrer ans Ufer der Maas führte. Der Zielstrich befand sich traditionell am Ende der Mur de Huy, einem 1,3 Kilometer langen Anstieg mit einer durchschnittlichen Steigung von 9,6 % (max. 19 %). Nach der ersten Zielpassage musste der Finale Rundkurs zweimal absolviert werden.
| #  |                   | km    | Länge | Ø Steigung |
| -- | ----------------- | ----- | ----- | ---------- |
| 1  | Côte de Tasenster | 30,3  | 3,3   | 4,9 %      |
| 2  | Côte des Forges   | 39    | 1,3   | 7,8 %      |
| 3  | Côte d’Ereffe     | 101,3 | 2,1   | 5 %        |
| 4  | Côte de Cherave   | 114,1 | 1,3   | 8,1 %      |
| 5  | Mur de Huy        | 119,7 | 1,3   | 9,6 %      |
|    | Zielpassage 1     | 119,7 |       |            |
| 6  | Côte d’Ereffe     | 138,6 | 2,1   | 5 %        |
| 7  | Côte de Cherave   | 151,4 | 1,3   | 8,1 %      |
| 8  | Mur de Huy        | 157   | 1,3   | 9,6 %      |
|    | Zielpassage 2     | 157   |       |            |
| 9  | Côte d’Ereffe     | 175,8 | 2,1   | 5 %        |
| 10 | Côte de Cherave   | 188,6 | 1,3   | 8,1 %      |
| 11 | Mur de Huy        | 194,2 | 1,3   | 9,6 %      |
|    | Ziel              | 194,2 |       |            |

## Rennverlauf und Ergebnis
Mit Benoît Cosnefroy (AG2R Citroën) und Jai Hindley (Bora-hansgrohe) nahmen zwei Mitfavoriten das Rennen nicht in Angriff. Rund 10 Kilometer nach dem Start bildete sich eine Ausreißergruppe, in der mit Søren Kragh Andersen (Alpecin-Deceuninck), Georg Zimmermann (Intermarché-Circus-Wanty), Lawrence Naesen (AG2R Citroën), Daryl Impey (Israel-Premier Tech), Jacob Hindsgaul (Uno-X), Jetse Bol (Burgos-BH), Raúl García Pierna (Kern Pharma) und Johan Meens (Bingoal WB) acht Fahrer vertreten waren. Während in erster Linie die Mannschaften UAE Team Emirates und Ineos Grenadiers die Nachführarbeit übernahmen, stieg der Vorsprung der Ausreißer auf rund vier Minuten an.
Rund 75 Kilometer vor dem Ziel fiel Lawrence Naesen auf der Mur de Huy als erster Fahrer der Spitzengruppe zurück, deren Vorsprung auf gerade einmal eine Minute geschrumpft war. David Gaudu (Groupama-FDJ) nahm den Anstieg nicht mehr in Angriff und gab das Rennen vorzeitig auf. Auf der nachfolgenden Côte d’Ereffe forcierte Søren Kragh Andersen das Tempo und setzte sich rund 53 Kilometer vor dem Ziel gemeinsam mit Georg Zimmermann von den restlichen Fahrern der Spitzengruppe ab. Im Peloton griff Pieter Serry (Soudal Quick-Step) an, konnte sich jedoch nicht entscheidend absetzen. Die beiden verbliebenen Ausreißer erreichten anschließend den Fuß der Mur de Huy mit einem Vorsprung von rund einer Minute. Im Anstieg setzten sich Samuele Battistella (Astana Qazaqstan) und Louis Vervaeke (Soudal Quick-Step) vom weiterhin großen Hauptfeld ab und schlossen wenig später zur Spitze des Rennens auf. Rund 21 Kilometer vor dem Ziel kam es im Peloton zu einem Sturz in den auch Andreas Kron (Lotto Dstny) und Neilson Powless (EF Education-EasyPost) verwickelt waren, wobei letzterer das Rennen aufgab. Unterdessen hatte die Spitzengruppe die letzte Auffahrt der Côte d’Ereffe erreicht, auf der Georg Zimmermann zurückfiel.
Im vorletzten Anstieg der Côte de Cherave forcierte Louis Vervaeke das Tempo erneut und setzte sich von seinen Fluchtgefährten ab. Dahinter folgte das Hauptfeld, das angeführt vom UAE Team Emirates nur noch einen Rückstand von wenigen Sekunden aufwies. Louis Vervaeke überquerte die Kuppe als erster, wurde jedoch am Fuß der Mauer von Huy eingeholt. Auf den ersten Metern des rund ein Kilometer langen Schlussanstiegs hielt Magnus Sheffield (Ineos Grenadiers) das Tempo hoch, ehe Michael Woods (Israel-Premier Tech) das in die Länge gezogene Feld in die steilsten Rampen führte. Rund 500 Meter vor dem Ziel trat Romain Bardet (DSM) an, konnte Michael Woods auf der schmalen Straße jedoch nicht passieren. Kurz darauf war es der Kanadier, der das Tempo forcierte, ehe Romain Bardet den ersten Angriff lancierte. Tadej Pogačar (UAE Team Emirates) folgte dem Franzosen und griff 200 Meter vor dem Ziel. Der Slowene konnte innerhalb von kurzer Zeit eine kleine Lücke herausfahren und setzte sich überlegen durch. Dahinter folgten Mattias Skjelmose Jensen (Trek-Segafredo) und Mikel Landa (Bahrain Victorious), die sich im oberen Teil des Anstiegs auf die verbliebenen Podestplätze schoben.
| Platz | Fahrer                   | Nation | Team                | Zeit                   |
| ----- | ------------------------ | ------ | ------------------- | ---------------------- |
| 01.   | Tadej Pogačar            | SLO    | UAE Team Emirates   | 4:27:53 h (43,52 km/h) |
| 02.   | Mattias Skjelmose Jensen | DEN    | Trek-Segafredo      | "                      |
| 03.   | Mikel Landa              | ESP    | Bahrain Victorious  | "                      |
| 04.   | Michael Woods            | CAN    | Israel-Premier Tech | + 0:03 min             |
| 05.   | Giulio Ciccone           | ITA    | Trek-Segafredo      | "                      |
| 06.   | Victor Lafay             | FRA    | Cofidis             | "                      |
| 07.   | Tiesj Benoot             | BEL    | Jumbo-Visma         | "                      |
| 08.   | Maxim Van Gils           | BEL    | Lotto Dstny         | "                      |
| 09.   | Romain Bardet            | FRA    | Team DSM            | "                      |
| 10.   | Warren Barguil           | FRA    | Team Arkéa-Samsic   | "                      |